# Gyermek

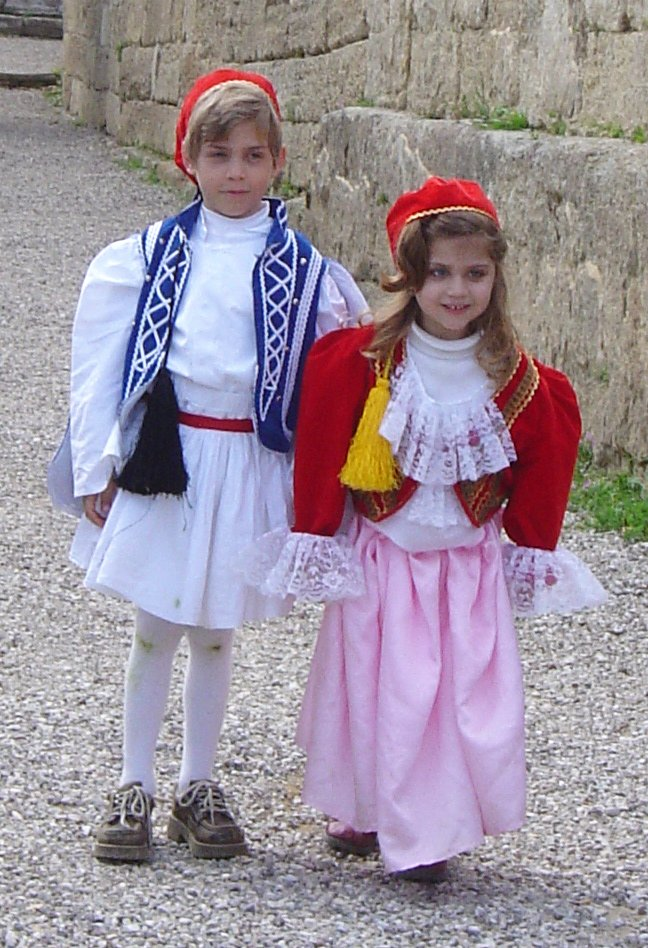
Gyerekek görög népviseletben

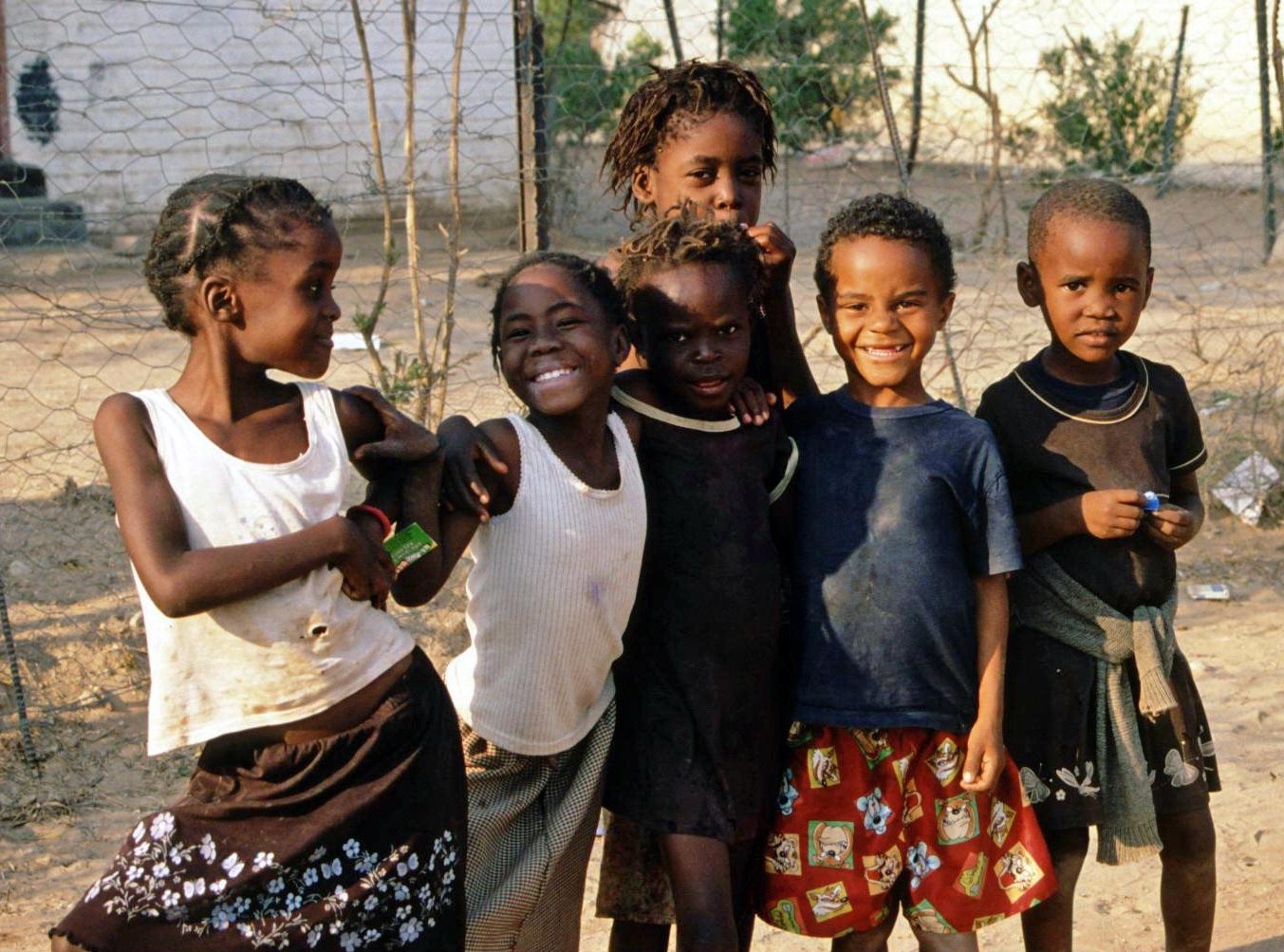
Gyerekek Namíbiában

Gyermeknek (gyereknek) nevezzük a közeli hozzátartozók közül az egyenesági leszármazottat.
A gyermek elsősorban családi, rokonsági státust jelent. A gyermekkornak mint életkornak számos jogi kérdésben van szerepe.
Ma valamennyi gyermeket azonos jogok illetik meg születésüktől (illetve élve születés esetére méhmagzati koruktól) fogva. 
A középkorban az élettársi kapcsolatot nem ismerte el a jog törvényes kapcsolatnak.

## Törvényes és törvénytelen gyermekek
Mivel a középkorban nem ismerték el az élettársi kapcsolatot törvényes kapcsolatként, különbséget tettek házasságon belül született (ú.n. törvényes) és házasságon kívül született ú.n. törvénytelen gyermek (más néven természetes gyermek, pejoratív kifejezéssel fattyú) között. Ha a gyermek nem az apa  törvényes házasságából született, akkor a gyermek nem örökölhetett utána a törvényes öröklés rendje szerint, hanem csak végrendelet alapján.

## A gyermek érdekének védelme a magyar Polgári Törvénykönyvben
- A családi jogviszonyokban a gyermek érdeke és jogai fokozott védelemben részesülnek.[2]
- A gyermeknek joga van ahhoz, hogy saját családjában nevelkedjék.[3]
- Ha a gyermek nem nevelkedhet saját családjában, akkor is biztosítani kell számára, hogy lehetőleg családi környezetben nőjön fel és korábbi családi kapcsolatait megtarthassa.[4]
- A gyermeknek a saját családjában, illetve a családi környezetben nevelkedéséhez és a korábbi családi kapcsolatai fenntartásához fűződő jogát törvényben meghatározott esetben, kivételesen és a gyermek érdekében lehet korlátozni.[5]